# Иван Мишковић
Иван Мишковић — Брк (Премантура, код Пуле, 24. октобар 1920) био је учесник Народноослободилачке борбе, друштвено-политички радник СФРЈ и генерал-пуковник ЈНА.

## Биографија
Рођен је 24. октобра 1920. године у Премантури, код Пуле, као једно од шесторо деце у сиромашној породици истарских избеглица. Године 1921. због надошлог фашизма, са породицом се сели најпре у Загреб, у прихватилиште за избеглице из Истре, а потом 1922. у Славонски Брод. Ту је завршио основну школу и похађао гимназију. Као гимназијалац, постао је 1935. године члан Савеза комунистичке омладине Југославије (СКОЈ), под утицајем старијег брата Милана (1918—1978). Због комунистичке делатности, избачен је из гимназије и одлази у Смедерево, али се у Славонски Брод враћа 1941. године, а од марта те године члан је Комунистичке партије Југославије (КПЈ).
После Априлског рата и непријатељске окупације земље, 1941. године, прекида студије права и ради на организовању устанка на терену Славонског Брода, где је био секретар Рејонског комитета Комунистичке партије Хрватске и члан Окружног комитета СКОЈ-а. Од краја децембра 1941. године у партизанима. У Народноослободилачком рату (НОР) је био, између осталог, диверзант, потом политички комесар чете и батаљона 12. славонске бригаде. Јануара 1943. године постао је политички комесар Диљског батаљона, августа Западне групе НОП одреда, а од децембра исте године ступа на дужности у Штабу 6. славонског корпуса НОВЈ, а затим у Трећој армији ЈА, као официр Одељења за заштиту народа (ОЗН).

### Послератни период
После рата и ослобођења Југославије, налазио се на разним дужностима у Југословенској народној армији (ЈНА). Након реорганизације Озне, те од њеног Трећег одсека стварања војне службе безбедности, постаје официр Контраобавештајне службе (КОС). Био је начелник КОС-а у Новом Саду, као и помоћник начелника КОС-а, Јефтимија Шашића. Вишу војну академију ЈНА је завршио 1954. године. За помоћника Начелника Генералштаба ЈНА, Радета Хамовића, именован је 1963. године и био је одговоран за административна питања, но након пола године бива постављен на место начелника Управе безбедности Државног секретаријата за народну одбрану (ДСНО). На тој позицији је остао до 1971. године, када је смењен, али је одмах потом постављен на место специјалног саветника председника СФРЈ и Врховног команданта Оружаних снага СФРЈ Јосипа Броза Тита за питања безбедности. У време док се налазио на месту начелника војне безбедности, Мишковић је 1966. године обављао дужност председника Војно-техничке комисије, која је имала за циљ да расветли позадину прислушкивања Јосипа Броза Тита и његове супруге Јованке са тог аспекта. Са места специјалног Титовог саветника за питања безбедности смењен је 1973. године и послат на „боловање“, које је трајало пуних шест година.
На дужност се враћа 1979. године, као председник Савета за цивилну заштиту СФРЈ, и на тој позицији остаје до 1988. године. Демобилисан је 1980. у чину генерал-пуковника ЈНА.
Распад Југославије је доживео у Београду, а 1993. године се враћа у родну Премантуру.

## Књиге и одликовања
Објавио је следеће књиге:
- Преглед Народноослободилачког рата у Славонији, Славонски Брод, 1968.
- Војна позадина у Славонији: 1941—1945, Београд, 1982.
- Човјек у заштити и спасавању, Загреб, 1986. (коауторство са Младеном Звонаревићем, Ђуром Матошићем и Пером Секулићем)
- Цивилна заштита у СФРЈ, Београд, 1987. (коауторство са Милетом Мандићем)
- Генерал из Премантуре, Медулин, 2019. (коауторство са Андрејем Бадером)
- Из тајног архива начелника Службе безбедности 1963. — 1971., Медулин, 2020. (коауторство са Андрејем Бадером)
- Титов специјални саветник, Медулин, 2021. (коауторство са Андрејем Бадером)[4]

Носилац је Партизанске споменице 1941. и других југословенских одликовања, међу којима су — Орден заслуга за народ са златном звездом, Орден братства и јединства са златним венцем, Орден народне армије са ловоровим венцем, Орден за војне заслуге са великом звездом, Орден братства и јединства са сребрним венцем, Орден народне армије са златном звездом и Орден за храброст.